# Paca Navas
Francisca Raquel Navas Gardela được biết đến với tên khác là Paca Navas (1883 – 1971), là một nhà báo, nhà văn và nhà nữ quyền người Trinidad. Cô thành lập tạp chí nữ quyền đầu tiên ở Honduras và là thành viên của tổ chức bầu cử đầu tiên. Cô và chồng đã dành phần lớn cuộc đời của họ để sống lưu vong do sự quan điểm tự do của họ. Thời kỳ viết lách hiệu quả nhất của cô là trong thời gian lưu vong ở Guatemala từ năm 1945 đến 1951.

## Tiểu sử
Francisca Raquel Navas Gardela được biết đến với tên khác là Paca Navas, sinh ngày 23 tháng 03 năm 1883 tại J lípa, Olancho, Honduras. Năm 1900, cô kết hôn với  luật sư, trí thức và nhà báo Adolfo Miralda. Chồng cô đã tham gia vào chính trị và ủng hộ mạnh mẽ phe đối lập tự do trong các tác phẩm của mình, dẫn đến sự đàn áp của chính phủ với gia đình cô. Bạn bè của Navas và nhà văn đồng nghiệp Ramón Amaya Amador đã gửi lời đề nghị tới vợ chồng cô để lxin tị nạn ở La Cieba và xuất bản tờ báo Costa Norte ở đây.
Nhờ đó, họ chuyển đến La Cieba, nơi họ bắt đầu quá trình sống tị nạn chính trị lâu dài cùng chồng. Năm 1935, để giúp kết thúc cuộc họp, Navas đã thành lập một tờ báo hàng tuần La voz de Atlántida, là một ấn phẩm tập trung vào nghệ thuật, văn học và khoa học Pan-American. Nó được coi là tạp chí nữ quyền đầu tiên ở Honduras, với các  các chủ đề như lão hóa, lạm dụng trong gia đình, loạn luân, hãm hiếp, thanh niên vô gia cư, và sự phụ thuộc của phụ nữ.
Vào ngày 2 tháng 2 năm 1946, một nhóm các nhà bầu cử đã tổ chức Sociedad Femenina Panamericana với tổng thống Olimpia Varela y Varela và trí thức Lucila Gamero de Medina, Argentina Díaz Lozano và Navas. Vào ngày 05 tháng 03 năm 1947, họ thành lập Comité Femenino Peteureño (liên kết với Ủy ban Phụ nữ Liên Mỹ) với mục tiêu giành quyền chính trị cho phụ nữ. Họ đã xuất bản một tạp chí, có tên là Americ Americana, là tạp chí nữ quyền thứ ba của đất nước, sau Atlántida của Navas, và một tạp chí tên là Atenea của Cristina Hernández de Gomeziêu cách bắt đầu ở El Progreso năm 1944. Năm 1947, Navas đại diện cho Đảng Dân chủ Uniónát Femenina Petureña tại Primer Congreso Interamericano de Mujeres tại Thành phố Guatemala, Guatemala. Ở đó, bà đã giới thiệu chủ đề về các tù nhân chính trị và những người lưu vong ở Châu Mỹ Latinh cho hội đồng và tố cáo sự lưu đày chính trị bắt buộc của 100 người Armenia trong suốt 14 năm của chế độ độc tài của Tiburcio Carías Andino.
Vào thời điểm diễn ra hội nghị, Navas, đã bị lưu đày, đang sống ở Guatemala dưới sự bảo vệ của Tổng thống Juan José Arévalo. Cô sống ở Guatemala từ năm 1945 đến 1951. Ramón Amaya Amador tìm nơi ẩn náu cùng cô ở Guatemala. Cuộc sống ở Guatemala đã đánh dấu thời kỳ viết lách hiệu quả nhất của cô, một phần vì cô có thể xuất bản tác phẩm của mình. Năm 1947, Navas xuất bản một tập thơ, Ritmos criollos và tiếp theo đó là cuốn tiểu thuyết Barro của bà năm 1951. Barro thực sự đã được viết vào năm 1940, nhưng đã bị cấm xuất bản ở Honduras. Barro được đặt trong một thị trấn công nhân mới thành lập để hái trái cây. Nó giải quyết các khó khăn đi kèm với việc họ di dời khỏi làng truyền thống của họ để có cơ hội làm việc tốt hơn và xem xét việc khai thác lãnh thổ quốc gia của người nước ngoài.
Cô mất vào ngày 11 tháng 7 năm 1971 tại Seattle, Washington khi đang có thăm con gái vì bệnh nặng.

## Tác phẩm chọn lọc
- Ritmos criollos (1947)
- Barro (1951)
- Mar de fondo [3]
- Campiña olanchana [3]
- Rutas de silencio [3]
- Cámara obscura [3]
- Atraídos

## Barro (1951)
Một trong những ví dụ điển hình nhất của phong trào văn học Criollismo ở Honduras và được viết trong những năm 1940. Tuy nhiên, nó đã không thể được công bố cho đến năm 1951 tại Guatemala trong nhiệm kỳ tổng thống của Juan Jose Arévalo, tổng thống được bầu cử dân chủ đầu tiên của Guatemala.

## Atraídos
Cuốn tiểu thuyết này có 17 phần, hai phần đầu tiên là phần giới thiệu và một vài từ cho người đọc. Mười lăm còn lại là những tiêu đề gợi về những khoảnh khắc lịch sử khác nhau. Trong chương đầu tiên, có tiêu đề 'Oro Verde' (Vàng xanh), nó mô tả bờ biển Atlantis, cảnh quan và lối sống của người Atlantis, làm nổi bật các đồn điền chuối. Đây là nơi Remigio Hernández, một người đàn ông góa vợ già di chuyển đến bờ biển cùng con trai Leandro để tìm cuộc sống tốt hơn.